# Дяски
Дя́ски (также Дьяски) — река в Среднеколымском районе Якутии, левый приток Седедемы. Длина реки — 149 км. Площадь водосборного бассейна — 2700 км².
Река берёт начало на юге Колымской низменности к востоку от Алазейского плоскогорья на высоте более 95 м над уровнем моря. От истока течёт преимущественно на юго-восток по лиственничной лесотундре. В среднем течении, приняв приток Ылыгыннах слева, направление русла меняется на южное. После впадения реки Эбе-Сиене, несущей сток из озера Эбе, поворачивает на юго-запад. Перед устьем вновь устремляется на юг, река меандрирует. В долине реки большое число озёр, из многих река принимает сток, через некоторые протекает. Впадает в Седедему по левому берегу на отметке 24 м над уровнем моря, в 236 км от устья Седедемы, выше впадения Сыгынаха. Ширина перед устьем — 22 м при глубине 1 м; скорость течения в низовьях составляет 0,4 м/с. Населённые пункты на реке отсутствуют. 

## Основные притоки
Указаны поименованные притоки длиной 30 км и более
| Название  | Расстояние от устья | Длина | Положение |
| --------- | ------------------- | ----- | --------- |
| Бор-Юрях  | 16                  | 77    | правый    |
| Эбе-Сиене | 62                  | 34    | левый     |
| Ылыгыннах | 79                  | 70    | левый     |

## Данные водного реестра
По данным государственного водного реестра России и геоинформационной системы водохозяйственного районирования территории РФ, подготовленной Федеральным агентством водных ресурсов:
- Бассейновый округ — Анадыро-Колымский
- Речной бассейн — Колыма
- Речной подбассейн — Колыма до впадения Омолона
- Водохозяйственный участок — Колыма от водомерного поста гидрометеорологической станции Коркодон до водомерного поста г. Среднеколымска
- Код водного объекта — 19010100412119000043072